# Marlena Rybacha
Marlena Rybacha (ur. 16 września 1987 w Nysie) – polska hokeistka na trawie, reprezentantka Polski, srebrna (2024) oraz dwukrotnie brązowa (2012, 2014) medalistka halowych mistrzostw Europy oraz złota medalistka halowych mistrzostw świata (2025).

## Kariera klubowa
Jest wychowanką klubu ULKS Dwójka Nysa. W wieku piętnastu lat została zawodniczką Pocztowca Poznań, następnie występowała w niemieckiej drużynie GTHC Grossflottbek oraz holenderskich zespołach Union Nijmegen, VHM& CC MOP Vught (od 2012) i HC Oranje-Rood Eindhoven (od 2016). Od 2022 roku reprezentowała barwy HC Tilburg. W sezonie 2024/2025 jest zawodniczką DSD Düsseldorf e.V..

## Kariera reprezentacyjna

### Mistrzostwa Europy
- 2015: 8. miejsce[5]

### Halowe mistrzostwa świata/Puchar świata
- 2011: 5. miejsce[6]
- 2015: 5. miejsce[7]
- 2018: 8. miejsce[8]
- 2025: 1. miejsce[9] oraz tytuł najlepszej zawodniczki turnieju[10]

### Halowe mistrzostwa Europy
- 2010: 6. miejsce[11]
- 2012: 3. miejsce[12]
- 2014: 3. miejsce[13]
- 2018: 8. miejsce[14]
- 2024: 2. miejsce[15]

### Halowe mistrzostwa Europy U-21
- 2005: 3. miejsce
- 2007: 1. miejsce i tytuł najlepszej zawodniczki turnieju[16]

### Mistrzostwa świata Hockey 5s
- 2024: 3. miejsce[17]